# 레이 (2004년)
레이(본명: 나오이 레이, 直井怜, 2004년 2월 3일~)는 대한민국에서 활동하는 일본의 가수다. 현재 IVE의 일원으로 활동하고 있다.
IVE 유일의 일본인 멤버로 나머지 멤버들은 전원 한국인이다.

## 성장 과정
타마가와 학원 초등부와 서울공연예술고등학교 실용음악과를 졸업하였다.

## 음악 경력

### IVE
2021년 싱글 음반 《ELEVEN》으로 데뷔했다. 이어 같은 해 4월 5일 《LOVE DIVE》와 2022년 8월 22일 《After LIKE》를 발매했다.
2023년 4월 정규 1집 음반인 《I've IVE》를 발매했다.

## 출연 작품

### 웹 프로그램
- 《따라해볼레이》 (2023~) - 고정 출연자
- 《소통의 神》(2023) - 게스트
- 《콩알탄》(2024) - 게스트

### 텔레비전 프로그램
- 《집나가면개호강》 (2025) - 고정 출연자
- 《쇼! 음악중심》 (스페셜 MC 리즈&레이)